# 5832 Martaprincipe
5832 Martaprincipe è un asteroide della fascia principale del diametro medio di circa 18,8 km. Scoperto nel 1991, presenta un'orbita caratterizzata da un semiasse maggiore pari a 2,6230737 UA e da un'eccentricità di 0,1191375, inclinata di 28,21300° rispetto all'eclittica.
Fa parte della famiglia di asteroidi Brucato.